# Vince Carter
Vincent Lamar Carter Jr. (nascido em 26 de janeiro de 1977) é um ex-jogador americano de basquete profissional. Carter é o único jogador da história da NBA a jogar 22 temporadas consecutivas e foi o primeiro jogador a jogar em quatro décadas diferentes (de 1990, 2000, 2010, e de 2020). Ele é amplamente considerado como o maior Dunker de todos os tempos.
Carter jogou três anos na Universidade da Carolina do Norte antes de ser selecionado como a quinta escolha geral no Draft de 1998 pelo Golden State Warriors que o trocou com o Toronto Raptors. Enquanto estava em Toronto, ele recebeu os apelidos de "Vinsanity", "Air Canada" e "Half-Man, Half-Amazing". 
Além dos Raptors, ele também jogou no New Jersey Nets, Orlando Magic, Phoenix Suns, Dallas Mavericks, Memphis Grizzlies, Sacramento Kings e Atlanta Hawks.

## Escola secundária e universidade
Nascido em Daytona Beach, Flórida, Carter frequentou a Mainland High School em Daytona Beach. Ele liderou o time ao seu primeiro título de classe 6A em 56 anos e foi um McDonald's All-American em 1995.
Carter frequentou a Universidade da Carolina do Norte, passando três temporadas jogando basquete universitário sob o comando de Dean Smith e, mais tarde, Bill Guthridge. Durante a temporada de 1997-98, ele foi membro do sistema "Six Starters" do novo treinador Guthridge, que contou com Antawn Jamison, Shammond Williams, Ed Cota, Ademola Okulaja e Makhtar N'Diaye. Durante suas duas últimas temporadas, Carter ajudou a Carolina do Norte a conquistar os títulos consecutivos do Torneio dda ACC e chegar ao Final Four do Torneio da NCAA. 
Em maio de 1998, Carter se declarou para o Draft da 1998, seguindo seu colega de classe Jamison, que havia se declarado no começo da primavera. Durante sua carreira na NBA, Carter continuou seus estudos na Carolina do Norte e, em agosto de 2000, formou-se em estudos afro-americanos.
Em 31 de janeiro de 2012, Carter foi homenageado como um dos 35 maiores McDonald's All-Americans, e em 23 de fevereiro de 2012, o presidente Barack Obama, um ávido fã de basquete elogiou Carter em um evento de arrecadação de fundos, referindo-se a ele como sendo "grande prazer para mim vê-lo desde que ele jogou no Tar Heels".

## Carreira profissional

### Toronto Raptors (1998–2004)
Carter foi inicialmente selecionado pelo Golden State Warriors com a quinta escolha geral no Draft da 1998. Ele foi então trocado para o Toronto Raptors pela quarta escolha geral, Antawn Jamison - um colega e amigo de faculdade de Carter.
Devido a uma greve da NBA, a temporada de estreia de Carter só começou em janeiro de 1999. Ele rapidamente se tornou um favorito dos fãs com um jogo ofensivo que lhe valeu o apelido de "Air Canada". Ele ganhou o Prêmio de Novato do Ano da NBA tendo médias de 18,3 pontos. 
Carter subiu ao estrelato em sua segunda temporada quando teve uma média de 25,7 pontos por jogo (quarto maior da liga) e levou Toronto a sua primeira aparição nos playoffs. Posteriormente, ele ganhou sua primeira seleção para o All-Star Game e foi nomeado para a Terceira Equipe All-NBA. Durante o fim de semana All-Star de 2000, Carter apresentou sem dúvida o mais memorável evento do Slam Dunk Contest em sua história. Ele venceu o concurso realizando uma série de dunks, incluindo um 360°, passando a bola entre as pernas e com cotovelo no aro. 
Carter e seu primo Tracy McGrady formou uma formidável dupla em Toronto entre 1998 e 2000. No entanto, McGrady foi contratado pelo Orlando Magic em agosto de 2000, deixando Carter como a estrela da franquia. Acredita-se que os Raptors poderiam ter ganho títulos se eles se mantivessem na equipe.

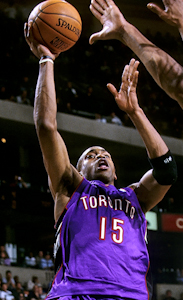
Carter com os Raptors em novembro de 2000

Na temporada de 2000-01, sua terceira temporada, Carter teve uma média de 27,6 pontos por jogo, foi selecionado para a Segunda-Equipe All-NBA e foi eleito como titular para o All-Star Game de 2001. Os Raptors terminaram a temporada regular com um recorde de 47 vitórias. 
Nos playoffs, eles venceram o New York Knicks por 3-2 na primeira rodada e avançou para a semifinal da Conferência Leste para enfrentar o Philadelphia 76ers. Carter marcou 50 pontos no Jogo 3 e estabeleceu um recorde de mais arremessos certos de três pontos feitos em um único jogo. Os índices de audiência televisiva do Jogo 7 foram considerados como um dos mais altos na história da NBC. O arremesso vencedor do jogo foi de Carter mas ele acabou errando. Allen Iverson disse sobre a série em julho de 2011: "Foi incrível. (Carter) teve grandes jogos em casa e eu tive alguns grandes jogos em casa, mas nós dois estávamos apenas tentando colocar nossas equipes nas costas e vencer os jogos. É ótimo ter essas memórias e fazer parte de algo assim".
Em agosto de 2001, Carter assinou uma extensão de contrato de seis anos no valor de US $ 94 milhões. No entanto, ele ganhou a reputação de um jogador frágil depois de sofrer uma série de lesões no joelho.
Carter perdeu os 22 jogos finais da temporada de 2001-02 devido a lesão. Ele foi titular em 60 jogos e teve uma média de 24,7 pontos por jogo. Em 7 de dezembro de 2001, Carter registrou 42 pontos, 15 rebotes, 6 assistências e 5 roubos de bola contra o Denver Nuggets. Ele se juntou a Charles Barkley como os dois únicos jogadores a ter um jogo com 40 pontos, 15 rebotes, cinco roubadas de bola e cinco assistências, desde a temporada de 1973-74, quando a liga oficialmente começou a registrar roubos de bola. Ele foi eleito para o All-Star Game da NBA de 2002, mas ele não pôde participar devido a lesão. Sem Carter durante os playoffs, os Raptors foram derrotados pelo Detroit Pistons na primeira rodada.
Após uma cirurgia, Carter só conseguiu jogar 43 jogos durante a temporada de 2002-03. Em fevereiro de 2003, Carter desistiu de jogar no All-Star Game de 2003 para permitir que Michael Jordan jogasse seu último All-Star. Carter jogou em 73 jogos durante a temporada de 2003-04, mas os Raptors não foi para os playoffs.

#### Troca para os Nets
Durante o período de entressafra de 2004, o gerente geral Glen Grunwald e toda a equipe técnica foram demitidos após o fracasso da equipe em alcançar os playoffs. Carter ficou descontente com a Maple Leaf Sports & Entertainment (os donos da franquia) e o presidente dos Raptors, Richard Peddie. Em uma reunião privada, Peddie assegurou a Carter que eles iam atrás de grande jogadores como Steve Nash e Jamaal Magloire. Peddie contratou Rob Babcock como gerente geral, cuja primeira prioridade nos Raptors foi "estabelecer nossa filosofia", afirmando que "não estamos realmente preocupados com quantas vitórias obtemos de imediato ou se iremos aos playoffs. Ele então contratou Sam Mitchell como treinador principal.
Consequentemente, muita especulação surgiu se Carter queria ser negociado. O Toronto Sun relatou que Carter se sentia enganado e que os Raptors nunca seriam uma equipe de elite sob o comando de Peddie. Alguns fãs arrecadaram dinheiro para levar um banner "Keep Vince, Trade Peddie (Mantenham Vince, Troquem Peddie)" no Air Canada Centre pouco antes do jogo anual de caridade de Carter. Quando Rob Babcock foi questionado sobre as especulações comerciais, ele negou que Carter tenha pedido uma troca, mas revelou de forma indiscreta que o agente dele havia se aproximado dele para um pedido de troca.
Durante a temporada de 2004-05, o técnico Mitchell muitas vezes retirou Carter no quarto quarto para enfatizar a nova filosofia da equipe, estimulando rumores de briga entre os dois. O desejo de Carter foi finalmente concedido em 17 de dezembro de 2004, quando ele foi negociado para o New Jersey Nets por Alonzo Mourning, Aaron Williams, Eric Williams e duas escolhas de draft na primeira rodada.
Em 6 de novembro de 2012, em entrevista à TSN Radio 1050, Carter reiterou seu amor pela cidade e seu apreço pela organização Toronto Raptors. No dia seguinte, Sam Mitchell e Rob Babcock revelaram no Sportsnet 590, The Fan, que na noite anterior à negociação de Carter, ele telefonou para Mitchell para expressar seu desejo de permanecer em Toronto e se comprometer com sua visão para a equipe. No entanto, Babcock disse que era tarde demais e que o acordo já havia sido acordado.
Masai Ujiri, atual dirigente dos Raptors, referiu-se a Carter em abril de 2014 como "um dos símbolos do Toronto Raptors". Até hoje, Carter continua sendo o líder de todos os tempos dos Raptors em pontos por jogo, com 23,4, tendo acumulado 9,420 pontos durante seus 6 anos e meio.

#### 20º aniversário dos Raptores
Em 19 de novembro de 2014, quase uma década depois da negociação, como parte da comemoração do 20º aniversário dos Raptors, a equipe prestou homenagem a Carter com uma montagem de vídeo durante o primeiro quarto do jogo entre Raptors e Grizzlies. 
Indo para o jogo, foram levantadas questões sobre como os fãs do Raptors receberiam o tributo. A platéia reagiu primeiro com uma vaia habitual e depois uma ovação esmagadora e positiva. Um emocionado Carter usou sua camisa para limpar as lágrimas escorrendo pelo rosto enquanto apontava para seu coração e acenou para os fãs em apreciação. Mais tarde, ele declarou: "Foi uma sensação ótima, não consigo descrever melhor".

### New Jersey Nets (2004-2009)

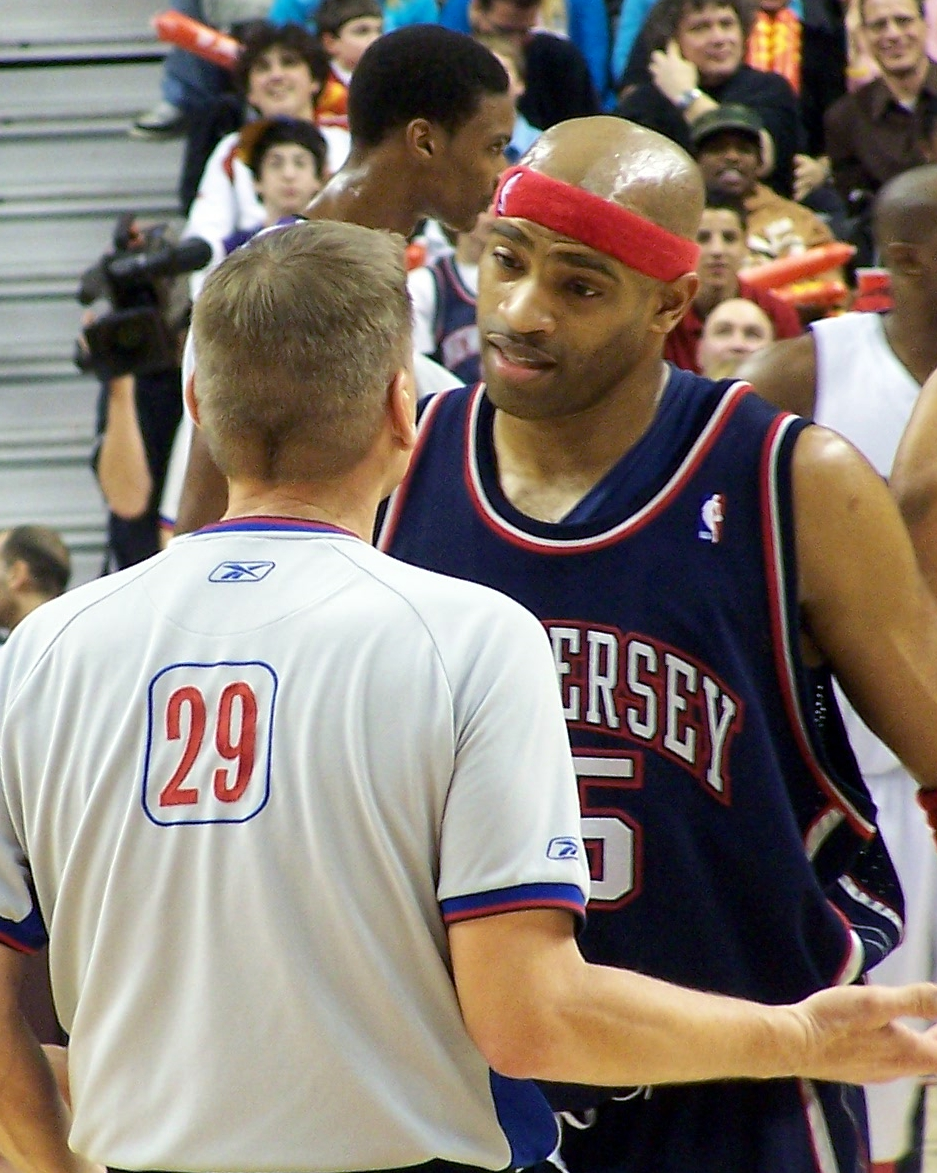
Carter com os Nets em janeiro de 2006

Carter foi adquirido pelo New Jersey Nets em 17 de dezembro de 2004, jogando cinco temporadas antes de partir em junho de 2009. Carter produziu alguns de seus números mais altos com os Nets, superando seus 23,4 pontos por jogo com os Raptors com médias de 23,6 pontos por jogo. Ele perdeu apenas 11 jogos em suas quatro temporadas e ajudou a levar os Nets a três finais seguidas entre 2005 e 2007.
Carter se juntou a uma equipe dos Nets que tinha Jason Kidd e Richard Jefferson como os principais jogadores. No entanto, o trio nunca chegou a jogar juntos com força total durante a temporada de 2004-05.

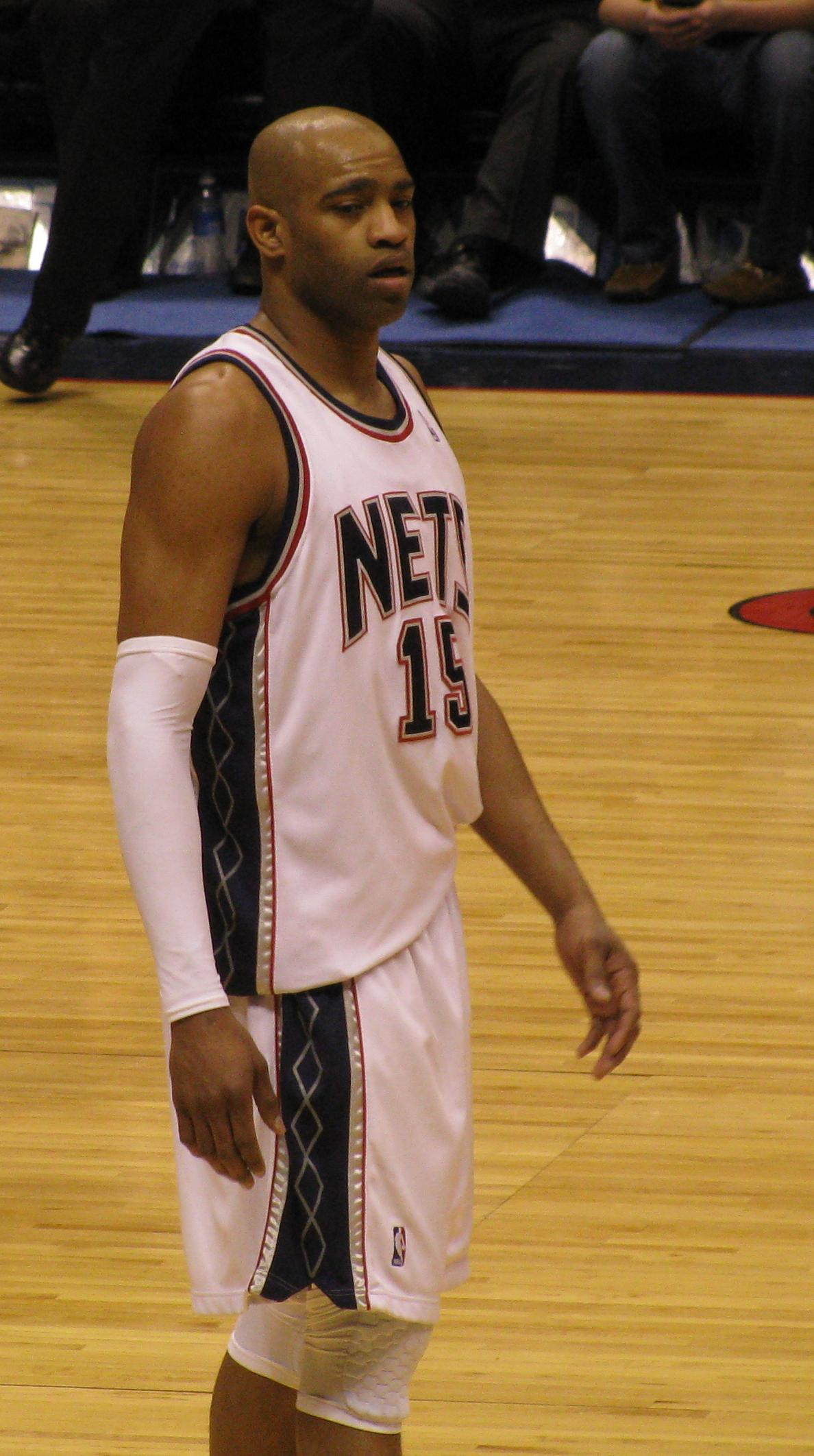
Carter com os Nets em março de 2009

Na temporada de 2005-06, o duo Carter-Kidd liderou os Nets para um título da Divisão do Atlântico e uma vaga nos playoffs. Carter ajudou a liderar os Nets para a segunda rodada dos playoffs antes de perder para o eventual campeão, Miami Heat, em cinco jogos. Ele teve uma média de 29,6 pontos, 7,0 de rebotes e 5,3 assistências em 11 jogos de playoffs. 
Carter foi nomeado para o All-Star Game de 2006. Em 23 de dezembro de 2005, Carter estabeleceu um recorde da NBA de mais lances livres feitos em um quarto com 16 contra o Miami Heat. Ele fez 51 pontos no mesmo jogo.
Na temporada de 2006-07, Carter foi nomeado para o All-Star Game, marcando sua oitava aparição em All-Star. Em uma vitória de 120-114 sobre o Washington Wizards em 7 de abril de 2007, Carter e Kidd se tornaram os primeiros companheiros de equipe em mais de 18 anos a ter triplo-triplo no mesmo jogo desde Michael Jordan e Scottie Pippen, do Chicago Bulls, contra o Los Angeles Clippers em 1989. Carter terminou com 46 pontos, 16 rebotes e 10 assistências. Kidd terminou com 10 pontos, 16 rebotes e 18 assistências. Carter terminou a temporada jogando todos os 82 jogos e tendo médias de mais de 25 pontos.
Em julho de 2007, Carter voltou a assinar com os Nets em um contrato de US $ 61,8 milhões por quatro anos.
Durante a temporada de 2007-08, Kidd foi negociado para o Dallas Mavericks e Carter se transformou na estrela única da equipe. Em 3 de fevereiro de 2009, Carter registrou seu quinto triplo triplo com 15 pontos, 12 assistências e 10 rebotes na vitória por 99-85 sobre o Milwaukee Bucks.

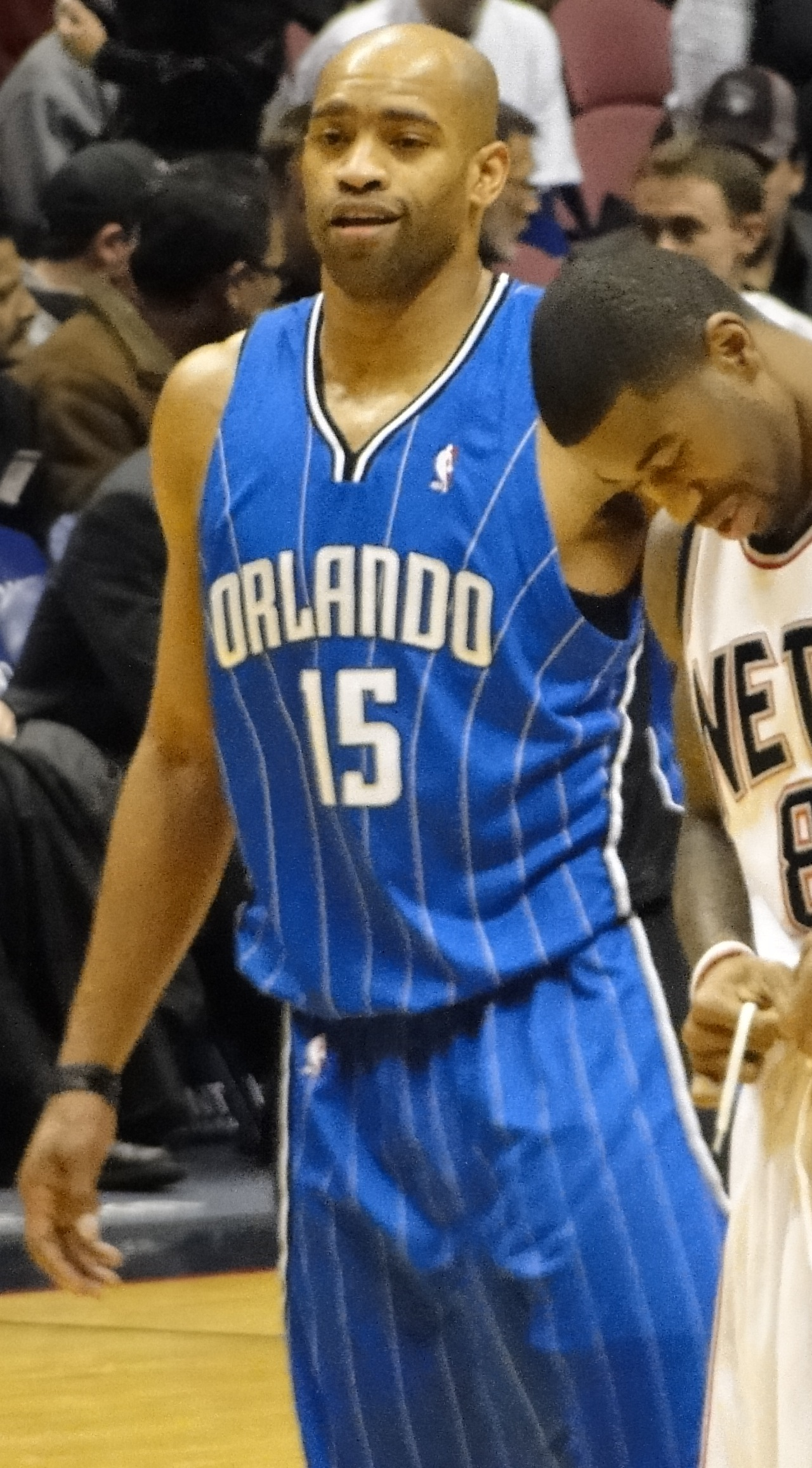
Carter com o Magic em março de 2010

### Orlando Magic (2009–2010)
Em 25 de junho de 2009, Carter foi negociado, junto com Ryan Anderson, ao Orlando Magic em troca de Rafer Alston, Tony Battie e Courtney Lee.
Em 8 de fevereiro de 2010, ele teve 48 pontos, sendo 34 no segundo tempo, quando eles derrotaram o New Orleans Hornets por 123-117. Carter ajudou o Magic a chegar às finais da Conferência Leste onde foram derrotados por 4-2 pelo Boston Celtics. Foi a sua primeira e única série de finais de conferência.

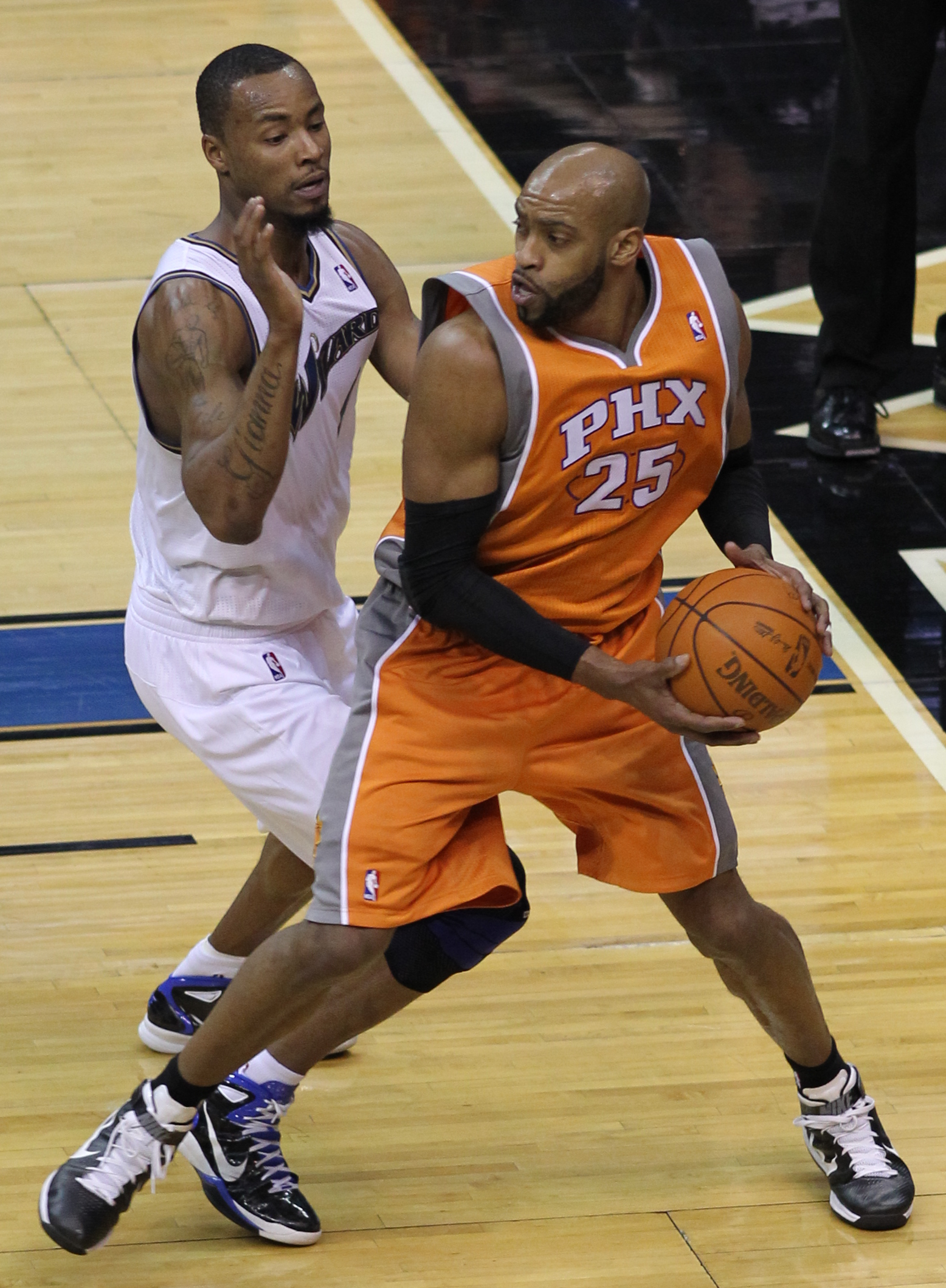
Carter (à direita) em janeiro de 2011, sendo marcado por Rashard Lewis

### Phoenix Suns (2010–2011)
Em 18 de dezembro de 2010, Carter foi adquirido pelo Phoenix Suns em uma negociação que mandou seis jogadores para o Magic.
Em 17 de janeiro de 2011, Carter registrou 29 pontos e 12 rebotes na vitória por 129-121 sobre o New York Knicks. Ele alcançou 20.000 pontos na carreira durante o jogo, tornando-se o 37º jogador da NBA a alcançar esse patamar.
Em 9 de dezembro de 2011, após a conclusão da greve da NBA, Carter foi dispensado pelos Suns, o que significa que a equipe só teria que pagar a ele US $ 4 milhões dos US $ 18 milhões que ele deveria receber na temporada de 2011-12. Carter jogou em 51 jogos tendo médias de 13,5 pontos.

### Dallas Mavericks (2011-2014)
Em 12 de dezembro de 2011, Carter assinou um contrato de três anos com o Dallas Mavericks. Esta jogada reuniu Carter com o ex-companheiro de equipe nos Nets, Jason Kidd. Em 20 de abril de 2012 contra o Golden State Warriors, Carter se tornou o oitavo jogador da história da NBA com 1.500 arremessos certos de 3 pontos.

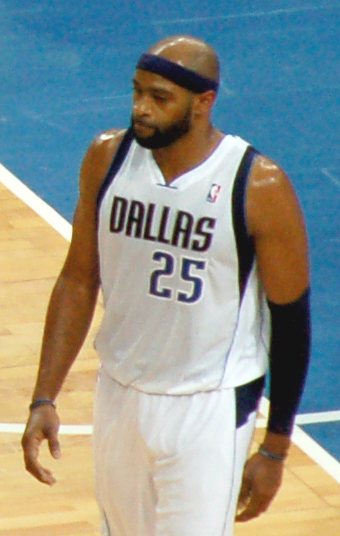
Carter com os Mavericks em outubro de 2012

Embora conhecido no início de sua carreira por suas enterradas, Carter ficou conhecido por seu arremesso de 3 pontos quando estava nos Mavericks. Em 13 de fevereiro de 2013, em uma vitória por 123-100 sobre o Sacramento Kings, Carter marcou 26 pontos para passar Larry Bird na lista de pontos na NBA, levando-o para a 29ª colocação com 21.796 pontos na carreira. Ele também se tornou o 11º jogador da NBA com pelo menos 1.600 arremessos certos de 3 pontos. Ele terminou a temporada em 27º lugar na lista de todos os tempos da NBA com 22.223 pontos. Ao longo da temporada, ele passou do 17º lugar para o 11º lugar na lista de arremessos certos (passando por Nick Van Exel, Tim Hardaway, Eddie Jones, Glen Rice, Jason Richardson e Kobe Bryant), terminando o ano com 1.663 arremessos certos de 3 pontos.
Antes da temporada de 2013-14, Carter se estabeleceu como o sexto homem dos Mavericks, após a saída de Jason Terry. Ele fez uma média de apenas 10.5 pontos durante os 22 primeiros jogos da temporada. Ele viu seus números melhorarem em dezembro tendo médias de 12,5 pontos durante um trecho de 18 jogos. Em 16 de março de 2014 contra o Oklahoma City Thunder, Carter elevou seu total de carreira para 23.010 pontos, tornando-se o 27º jogador da NBA a passar a marca de 23.000 pontos.

### Memphis Grizzlies (2014–2017)
Em 12 de julho de 2014, Carter assinou um contrato de vários anos com o Memphis Grizzlies. Em 17 de dezembro de 2014, Carter marcou 18 pontos em uma vitória por 117-116 sobre o San Antonio Spurs. Carter ficou em 25º no ranking de pontos da NBA durante o jogo, passando por Robert Parish (23.334).
Carter jogou em apenas um dos 12 primeiros jogos dos Grizzlies na temporada de 2015-16. Para a segunda metade de abril e toda a primeira rodada dos playoff contra o Spurs, Carter foi inserido no time titular e jogou bem. No Jogo 1 contra os Spurs, Carter marcou 16 pontos em uma derrota por 106-74. Os Grizzlies perderam a série em quatro jogos.
Depois de terminar em segundo atrás de Tim Duncan na temporada de 2014-15, Carter foi premiado com o Twyman–Stokes Teammate of the Year Award na temporada de 2015-16. O prêmio reconhece o jogador considerado o melhor companheiro de equipe com base em seu compromisso e dedicação à equipe.
Em 1 de novembro de 2016, Carter se tornou o 24º jogador na história da NBA a superar 24.000 pontos na carreira. Em 8 de novembro, ele marcou 20 pontos contra o Denver Nuggets e se tornou o jogador mais velho da NBA a ter um jogo de 20 pontos desde que Michael Jordan marcou 25 pontos aos 40 anos.
Em 14 de novembro, em uma vitória sobre o Utah Jazz, Carter teve seu segundo jogo de 20 pontos da temporada, juntando-se a Michael Jordan e Patrick Ewing como os únicos jogadores da história da NBA a ter 20 pontos e 5 ou mais rebotes com 39 anos, com Carter sendo o mais velho aos 39 anos e 287 dias.
Em 11 de janeiro, Carter acertou seu 1,989° arremesso certo de três pontos e passou Jason Kidd na quinta colocação na lista de todos os tempos. Em 1 de fevereiro, em um jogo contra o Denver Nuggets, Carter bateu seu 2.000° arremesso certo de três pontos, fazendo dele apenas o quinto jogador a atingir essa marca. Em 6 de fevereiro contra o San Antonio, Carter se juntou a Karl Malone, Dikembe Mutombo, Kareem Abdul-Jabbar e Robert Parish como os únicos jogadores de 40 anos a gravar pelo menos quatro bloqueios em um jogo.
Em 13 de março, Carter fez seu primeiro jogo como titular da temporada e aos 40 anos e 46 dias, Carter também se tornou o jogador mais velho a iniciar um jogo da NBA desde Juwan Howard em abril de 2013. Em 22 de abril, Carter tornou-se o primeiro jogador de 40 anos a fazer três ou mais arremessos certos de 3 pontos em um jogo de playoffs durante o Jogo 4 da primeira rodada dos Grizzlies contra o San Antonio Spurs.

### Sacramento Kings (2017–2018)

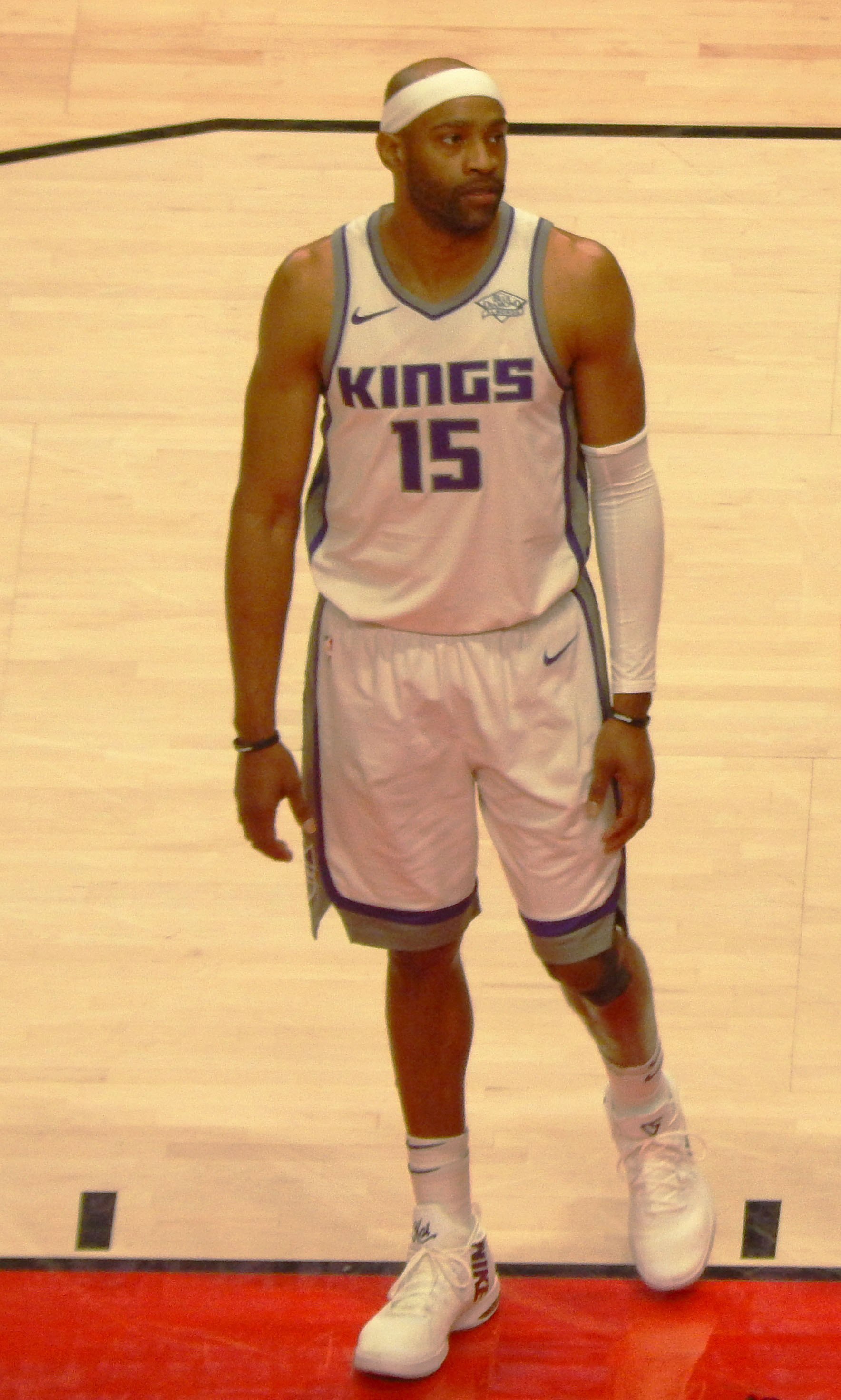
Carter com o Sacramento Kings em fevereiro de 2018

Em 10 de julho de 2017, Carter assinou um contrato de US $ 8 milhões com o Sacramento Kings por um ano.
Em 18 de agosto de 2017, Carter foi nomeado pela Associação de Jogadores da NBA como o veterano mais influente. Carter perdeu sete jogos no início da temporada com uma pedra nos rins. Em 27 de dezembro de 2017, Carter marcou 24 pontos em uma vitória por 109-95 sobre o Cleveland Cavaliers. Foi a primeira vez na história da NBA que uma reserva com 40 anos ou mais marcou pelo menos 20 pontos em um jogo.
Em 28 de janeiro de 2018 contra o San Antonio Spurs, Carter e Manu Ginóbili marcaram 21 e 15 pontos, respectivamente; foi o primeiro jogo da história da NBA onde dois jogadores com mais de 40 anos marcaram pelo menos 15 pontos.
Em 19 de março de 2018, em uma derrota por 106-90 para o Detroit Pistons, Carter teve sete pontos para passar de Patrick Ewing para o 22º lugar na lista de pontuação da NBA.

### Atlanta Hawks (2018–2019)
Em 24 de agosto de 2018, Carter assinou com o Atlanta Hawks.
Em sua estréia em 17 de outubro de 2018, Carter foi titular e marcou 12 pontos em uma derrota de 126-107 para o New York Knicks, tornando-se o segundo jogador mais velho da história da NBA ser titular em uma abertura de temporada aos 41 anos e 264 dias de idade. Apenas Robert Parish (42 anos e 65 dias) foi mais velho.
Em 21 de novembro, ele marcou 14 pontos em uma derrota por 124-108 para o Toronto Raptors, tornando-se o 22º jogador na história da NBA a atingir 25.000 pontos na carreira. Em 29 de dezembro, ele marcou 21 pontos na vitória por 111-108 sobre o Cleveland Cavaliers. Ele também se tornou o jogador mais velho da história da NBA a marcar mais de 20 pontos aos 41 anos e 337 dias, quebrando o recorde de Kareem Abdul-Jabbar por 6 dias. 
Em 4 de março, ele marcou 21 pontos, todos em arremessos de 3 pontos, numa derrota por 114-113 para o Miami Heat. Assim, ele ultrapassou Reggie Miller na 20ª posição da lista de pontuação da NBA, passou Jamal Crawford em sexto na lista de arremessos certos de 3 pontos da NBA e quebrou o seu próprio recorde sendo o jogador mais velho a marcar mais de 20 pontos em um jogo aos 42 anos de idade. Em 31 de março, contra o Milwaukee Bucks, Carter passou Karl Malone para o quinto lugar na lista de mais jogos na NBA com seu jogo de número 1,477.

## Carreira na seleção
Durante os Jogos Olímpicos de Verão de 2000 em Sydney, Carter realizou uma das enterradas mais memoráveis de sua carreira quando saltou sobre o francês Frédéric Weis de 2,18 m. O companheiro de equipe, Jason Kidd, disse que foi "uma das melhores jogadas que eu já vi". A mídia francesa mais tarde apelidou de "le dunk de la mort" ("a enterrada da morte"). A equipe dos EUA ganhou a medalha de ouro e Carter liderou a equipe com 14,8 pontos por jogo.
Carter substituiu Kobe Bryant no elenco da Copa América de Basquetebol Masculino de 2003, usando a camisa número 8 da Bryant. Bryant deveria voltar a tempo para as Olimpíadas de 2004, no entanto, ele se retirou-se devido às acusações de estupro que ele estava enfrentando na época. Carter foi chamado mas recusou pois sentiu que precisava tirar algum tempo durante o verão para descansar e se curar das lesões.

## Prêmios e conquistas
Carter é um dos seis jogadores na história da NBA com médias de pelo menos 20 pontos, 4 rebotes e 3 assistências por jogo em 10 temporadas seguidas. Ele também é um dos seis jogadores na história da liga a registrar 24.000 pontos, 6.000 rebotes, 2.500 assistências, 1.000 roubadas de bola e 1.000 arremessos certos de 3 pontos.
- 8× NBA All-Star: 2000–07 (Não jogou em 2002 devido a uma lesão)
- 2× All-NBA Team:
  - Segunda-Equipe: 2001
  - Terceira-Equipe: 2000
- NBA All-Rookie Team:
  - Primeira-Equipe: 1999
- Novato do Ano da NBA: 1999
- Campeão do NBA Slam Dunk: 2000
- Twyman–Stokes Teammate of the Year Award: 2016

Recordes dos playoffs da NBA
- Mais arremessos de três pontos certos até o intervalo: 8 (11 de maio de 2001 vs. Philadelphia 76ers nas Semi-finais da Conferência Leste).
- Mais arremessos de três pontos certos consecutivos em um jogo: 8 (mesmo jogo que acima).
- Mais arremessos de três pontos certos consecutivos em um tempo: 8 (mesmo jogo que acima).
- Primeiro jogador de 40 anos a fazer pelo menos três arremessos certos de 3 pontos em um jogo de playoffs: 3 (22 de Abril de 2017 vs. San Antonio Spurs na primeira rodada da Conferência Oeste).[90]

Recordes do Toronto Raptors
- Mais pontos marcados em uma temporada: 2,107 (1999-2000).
- Mais pontos marcados em um jogo: 51 (27 de fevereiro de 2000 vs Phoenix Suns).
- Mais pontos marcados em um jogo de playoffs: 50 (11 de maio de 2001 vs. Philadelphia 76ers).
- Mais alta média de pontos: 23.4.
- Mais pontos por jogo em uma temporada: 27.6 (2000–01).
- Mais bloqueios em um jogo de playoffs: 4 (11 de maio de 2001 vs. Philadelphia 76ers).
- Mais arremessos acertados em uma temporada (1999-2000).
- Mais arremessos acertados em um jogo: 20 (14 de janeiro de 2000 vs. Milwaukee Bucks).
- Mais minutos jogados em um jogo: 63 (23 de fevereiro de 2001 vs. Sacramento Kings).
- 3° na lista de pontos: 9,420.[91]
- 4° na lista de bloqueios: 415.

Recordes do New Jersey Nets
- Mais arremessos certos de três pontos em um único jogo: 9 (11 de dezembro de 2006 vs. Memphis Grizzlies).
- Mais pontos em uma temporada: 2,070 (2006–07).
- Mais jogos consecutivos de 20 ou mais pontos: 23 (2005–06).
- Primeiro jogador a chegar a 2,000 pontos em uma única temporada (2006–07).[92]

Maiores números da carreira
- Pontos: 51 (2 vezes).[93]
- Mais arremessos acertados: 20 vs. Milwaukee em 14 de janeiro de 2000.[93]
- Mais arremessos acertados de três pontos: 9 vs. Memphis em 11 de dezembro de 2006.[93]
- Lances livres acertados: 23 vs. Miami em 23 de dezembro de 2005.[93]
- Rebotes: 16 vs. Washington em 7 de abril de 2007.[93]
- Assistências: 14 vs. Milwaukee em 9 de janeiro de 2009.[93]
- Roubos de bola: 6 (5 vezes).[93]
- Bloqueios: 6 vs. Chicago em 28 de março de 1999.[93]

## Aparições em videogames, TV e filmes
- Apareceu na capa do NBA Live 2004.[94]
- Apareceu na capa do NBA Inside Drive 2002.[95]
- Apareceu no filme de 2002, "Pequenos Grandes Astros", onde o fictício Los Angeles Knights teve que bater Carter e o Toronto Raptors para se classificar para os playoffs.
- Apareceu no videoclipe de "This Is My Party" de Fabolous e no videoclipe de Glenn Lewis, "Back for More".
- Apareceu na série de TV, "Moesha", como ele mesmo no episódio Mis-Directed Study em 1999.[96]
- Um documentário de Vince Carter de 60 minutos intitulado "The Carter Effect", de Sean Menard, foi exibido no Toronto International Film Festival de 2017 sobre o impacto de Carter no basquete canadense.[97][98] O documentário também foi disponibilizado na Netflix.[99]
- Vince Carter aparece no filme de 2008, "Barkley, Shut Up e Jam: Gaiden". Ele foi transformado em cyborg pela organização terrorista malévola B.L.O.O.D.M.O.S.E.S.

## Vida pessoal
Carter casou-se com Ellen Rucker, uma quiroprata, em julho de 2004; o casal se divorciou em 2006. Eles têm uma filha juntos. Carter agora é casado com Sondi Carter, uma treinadora da NASM. Eles têm um filho.
Carter faz doações para sua escola secundária, Mainland, e para a fundação que ele estabeleceu ao ser selecionado para a NBA em 1998, The Embassy of Hope. Em 3 de fevereiro de 2007, uma estátua de Carter foi revelada em Mainland.
Ele é um membro da fraternidade Omega Psi Phi.

## Estatísticas

### Temporada Regular
| Ano      | Equipe     | PJ   | PT  | MPJ  | AP   | 3P   | LL   | RT  | AS  | BR  | TO  | PPJ  |
| -------- | ---------- | ---- | --- | ---- | ---- | ---- | ---- | --- | --- | --- | --- | ---- |
| 1998-99  | Toronto    | 50   | 49  | 35.2 | .450 | .288 | .761 | 5.7 | 3.0 | 1.1 | 1.5 | 18.3 |
| 1999-00  | Toronto    | 82   | 82  | 38.1 | .465 | .403 | .791 | 5.8 | 3.9 | 1.3 | 1.1 | 25.7 |
| 2000-01  | Toronto    | 75   | 75  | 39.7 | .460 | .408 | .765 | 5.5 | 3.9 | 1.5 | 1.1 | 27.6 |
| 2001-02  | Toronto    | 60   | 60  | 39.8 | .428 | .387 | .798 | 5.2 | 4.0 | 1.6 | 0.7 | 24.7 |
| 2002-03  | Toronto    | 43   | 42  | 34.2 | .467 | .344 | .806 | 4.4 | 3.3 | 1.1 | 0.9 | 20.6 |
| 2003-04  | Toronto    | 73   | 73  | 38.2 | .417 | .383 | .806 | 4.8 | 4.8 | 1.2 | 0.9 | 22.5 |
| 2004-05  | Toronto    | 20   | 20  | 30.4 | .411 | .322 | .694 | 3.3 | 3.1 | 1.2 | 0.8 | 15.9 |
| Total    | Toronto    | 403  | 401 | 37.5 | .446 | .383 | .783 | 5.2 | 3.9 | 1.3 | 1.0 | 23.4 |
| 2004-05  | New Jersey | 57   | 56  | 38.9 | .462 | .425 | .817 | 5.9 | 4.7 | 1.5 | 0.6 | 27.5 |
| 2005-06  | New Jersey | 79   | 79  | 36.8 | .430 | .341 | .799 | 5.8 | 4.3 | 1.2 | 0.7 | 24.2 |
| 2006-07  | New Jersey | 82   | 82  | 38.1 | .454 | .357 | .802 | 6.0 | 4.8 | 1.0 | 0.4 | 25.2 |
| 2007-08  | New Jersey | 76   | 72  | 38.9 | .456 | .359 | .816 | 6.0 | 5.1 | 1.2 | 0.4 | 21.3 |
| 2008-09  | New Jersey | 80   | 80  | 36.8 | .437 | .385 | .817 | 5.1 | 4.7 | 1.0 | 0.5 | 20.8 |
| Total    | New Jersey | 374  | 369 | 37.9 | .447 | .370 | .809 | 5.8 | 4.7 | 1.2 | 0.5 | 23.6 |
| 2009-10  | Orlando    | 75   | 74  | 30.8 | .428 | .367 | .840 | 3.9 | 3.1 | 0.7 | 0.2 | 16.6 |
| 2010-11  | Orlando    | 22   | 22  | 30.2 | .470 | .346 | .747 | 4.1 | 2.9 | 0.9 | 0.1 | 15.1 |
| Total    | Orlando    | 97   | 96  | 30.7 | .436 | .363 | .822 | 3.9 | 3.1 | 0.8 | 0.2 | 16.3 |
| 2010-11  | Phoenix    | 51   | 41  | 27.2 | .422 | .366 | .735 | 3.6 | 1.6 | 0.9 | 0.3 | 13.5 |
| Total    | Phoenix    | 51   | 41  | 27.2 | .422 | .366 | .735 | 3.6 | 1.6 | 0.9 | 0.3 | 13.5 |
| 2011-12  | Dallas     | 61   | 40  | 25.3 | .411 | .361 | .826 | 3.4 | 2.3 | 0.9 | 0.4 | 10.1 |
| 2012-13  | Dallas     | 81   | 3   | 25.8 | .435 | .406 | .816 | 4.1 | 2.4 | 0.9 | 0.5 | 13.4 |
| 2013-14  | Dallas     | 81   | 0   | 24.4 | .407 | .394 | .821 | 3.5 | 2.6 | 0.8 | 0.4 | 11.9 |
| Total    | Dallas     | 223  | 43  | 25.1 | .419 | .392 | .820 | 3.7 | 2.4 | 0.9 | 0.5 | 12.0 |
| 2014-15  | Memphis    | 66   | 1   | 16.5 | .333 | .297 | .789 | 2.0 | 1.2 | 0.7 | 0.2 | 5.8  |
| 2015-16  | Memphis    | 60   | 3   | 16.8 | .388 | .349 | .833 | 2.4 | 0.9 | 0.6 | 0.3 | 6.6  |
| Total    | Memphis    | 126  | 4   | 16.6 | .358 | .319 | .816 | 2.2 | 1.1 | 0.6 | 0.2 | 6.2  |
| Carreira |            | 1274 | 954 | 32.4 | .439 | .373 | .800 | 4.6 | 3.4 | 1.1 | 0.6 | 18.8 |
| All-Star |            | 7    | 5   | 18.1 | .477 | .375 | .600 | 2.6 | 1.9 | 0.9 | 0.1 | 10.1 |

### Playoffs
| Ano      | Equipe     | PJ | PT | MPJ  | AP   | 3P   | LL    | RT  | AS  | BR  | TO  | PPJ  |
| -------- | ---------- | -- | -- | ---- | ---- | ---- | ----- | --- | --- | --- | --- | ---- |
| 1999-00  | Toronto    | 3  | 3  | 39.7 | .300 | .100 | .871  | 6.0 | 6.3 | 1.0 | 1.3 | 19.3 |
| 2000-01  | Toronto    | 12 | 12 | 44.9 | .436 | .410 | .784  | 6.5 | 4.7 | 1.7 | 1.7 | 27.3 |
| Total    | Toronto    | 15 | 15 | 43.9 | .415 | .366 | .810  | 6.4 | 5.0 | 1.5 | 1.6 | 25.7 |
| 2004-05  | New Jersey | 4  | 4  | 44.8 | .365 | .316 | .861  | 8.5 | 5.8 | 2.2 | 0.0 | 26.8 |
| 2005-06  | New Jersey | 11 | 11 | 40.9 | .463 | .241 | .796  | 7.0 | 5.3 | 1.8 | 0.6 | 29.6 |
| 2006-07  | New Jersey | 2  | 12 | 40.6 | .396 | .389 | .693  | 6.8 | 5.3 | 0.9 | 0.6 | 22.3 |
| Total    | New Jersey | 27 | 27 | 41.3 | .419 | .313 | .767  | 7.1 | 5.4 | 1.5 | .5  | 26.0 |
| 2009-10  | Orlando    | 14 | 14 | 34.4 | .402 | .235 | .826  | 4.2 | 2.3 | 0.9 | 0.2 | 15.5 |
| Total    | Orlando    | 14 | 14 | 34.4 | .402 | .235 | .826  | 4.2 | 2.3 | .9  | .2  | 15.5 |
| 2011-12  | Dallas     | 4  | 0  | 26.8 | .293 | .300 | .750  | 5.5 | 0.3 | 1.2 | 0.5 | 8.3  |
| 2013-14  | Dallas     | 7  | 0  | 27.1 | .456 | .484 | .786  | 3.6 | 2.4 | 0.4 | 0.3 | 12.6 |
| Total    | Dallas     | 11 | 0  | 27.0 | .394 | .439 | .773  | 4.3 | 1.6 | .7  | .4  | 11.0 |
| 2014-15  | Memphis    | 11 | 0  | 17.8 | .403 | .250 | .889  | 4.3 | 1.0 | 0.6 | 0.2 | 6.3  |
| 2015-16  | Memphis    | 4  | 4  | 22.8 | .455 | .700 | 1.000 | 3.8 | 1.3 | 0.5 | 0.3 | 11.3 |
| Total    | Memphis    | 15 | 4  | 19.1 | .420 | .368 | .941  | 4.1 | 1.1 | 0.6 | 0.2 | 7.6  |
| Carreira |            | 82 | 60 | 34.6 | .414 | .334 | .793  | 5.6 | 3.5 | 1.1 | 0.6 | 18.8 |

Fonte: